# Aurora (nume)
Aurora, prenume feminin.

## Etimologie
Numele provine din latină aurora - Zorii zilei

## Onomastici
- în Germania la 1 aprilie
- în Finlanda la 10 martie
- în Suedia la 10 martie și 3 iulie

## Variante
Aurore, Ory, Aura, Aurore, Aura, Auri, Auru, Auruura, Ruura, Ruuru

## Nume de persoane
- Aurora Lacasa (* 1947), solistă din RDG
- Aurora Reyes (1908–1985), artistă mexicană
- Aurora Rodríguez (1879–1955), figură de roman al scriitorului Erich Hackl
- Aurora Snow (* 1981) actriță porno
- Aurora von Königsmarck (~1663–1728), sau baroana Marie Aurora von Königsmarck